# نیکولاس فرکن
نیکولاس فرکن (انگلیسی: Nicolas Vereecken؛ زادهٔ ۲۱ فوریهٔ ۱۹۹۰ ‏(۳۵ سال)) دوچرخه‌سوار اهل بلژیک است.
از باشگاه‌هایی که در آن بازی کرده‌است می‌توان به ورانداس ویلمز–کرلان اشاره کرد.